# Ԩ
La ene con gancho izquierdo (Ԩ ԩ; cursiva: Ԩ ԩ) es una letra del alfabeto cirílico.
Se utiliza en el idioma orok, donde representa el nasal palatal /ɲ/. A veces se confunde con la ene con gancho derecho, (Ӈ ӈ Ӈ ӈ) la cual representa la velar nasal /ŋ/.

## Códigos de computación
| Carácter      | Ԩ                                                | Ԩ                                                | ԩ                                                | ԩ                                                |
| ------------- | ------------------------------------------------ | ------------------------------------------------ | ------------------------------------------------ | ------------------------------------------------ |
| Unicode       | LETRA MAYÚSCULA CIRÍLICA EN CON GANCHO IZQUIERDO | LETRA MAYÚSCULA CIRÍLICA EN CON GANCHO IZQUIERDO | LETRA MINÚSCULA CIRÍLICA EN CON GANCHO IZQUIERDO | LETRA MINÚSCULA CIRÍLICA EN CON GANCHO IZQUIERDO |
| Codificación  | decimal                                          | hex                                              | decimal                                          | hex                                              |
| Unicode       | 1320                                             | U+0528                                           | 1321                                             | U+0529                                           |
| UTF-8         | 212 168                                          | D4 A8                                            | 212 169                                          | D4 A9                                            |
| Ref. numérica | &#1320;                                          | &#x528;                                          | &#1321;                                          | &#x529;                                          |